# Josef Rosenzweig-Moir

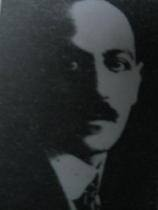
Josef Rosenzweig-Moir

Josef Rosenzweig-Moir (* 24. August 1887 in Neustupov; † nach dem 12. Oktober 1944 vermutlich im KZ Auschwitz) war ein tschechischer anarchistischer Dichter, Schriftsteller und Rechtsanwalt jüdischer Herkunft.
Bekannt wurde Rosenzweig-Moir als jugendlicher Verfasser der anarchistisch-pessimistischen Gedichtsammlung „Wenn die Jugend singt“ (Když zpívá mládí, 1906) und des autobiografischen Buchs „Die Gärten des Lebens“ (Zahrady života, 1908). Er legte 1905 in Hradec Králové das Abitur ab und studierte dann 1906–10 an der Karls-Universität in Prag Jura. Dort war er auch Redakteur des „Studentský Věstník“ und Mitglied eines Prager Bohème-Kreises um den Satiriker Jaroslav Hašek.
Nach Erlangung seines Doktorgrades 1911 lebte Rosenzweig-Moir in Kralupy nad Vltavou, wo er als Rechtsanwalt arbeitete. 1915–17 war er als Freiwilliger des Ersten Weltkrieges an der Front in Halitsch, Russland und Italien eingesetzt. Während der deutschen Besetzung der Tschechoslowakei wurde Rosenzweig-Moir mit seiner Frau im Februar 1942 nach Theresienstadt deportiert, dort selektiert und nach Auschwitz überführt, von wo er nicht mehr zurückkehrte. Das Protokoll über seine Deportation nach Auschwitz am 12. Oktober 1944 ist die letzte Nachricht über sein Leben.
Rosenzweig-Moir war der Onkel des Dichters Jiří Orten.